# Planeta comida
Planeta Comida es un programa de televisión de España que se emite cada sábado, a las 00h15, en La 1 de Televisión Española. En su sexta emisión el programa fue reubicado a los domingos a las 11h00 de la mañana. El programa se estrenó el 27 de septiembre de 2014 y es presentado por los reporteros Alberto Granados, María Pérez, Tirma Pérez y Juan Luis Martín.

## Formato
Planeta Comida, es un nuevo programa de telerrealidad producido por Mega tv y Plis Plas para Radio Televisión Española en el que cuatro periodistas muestran la cultura gastronómica mundial conociendo más a fondo a personas (y familias) y costumbres culinarias, como comen y la mejor forma de mantenerse en forma. El programa se basa en cuatro mini reportajes de quince minutos en los que existe un tema central y se ve enriquecido por el testimonio de cuatro familias y sus costumbres. En equipo de reporteros que conforma Planeta Comida aterriza con experiencia en programas como Madrileños por el mundo, Callejeros, Españoles por el mundo, Sincronizados y Fronteras.

## Equipo
Producción Ejecutiva: Joan Carles Pallarès y Elena Escamilla Director: Javier L. Reboredo | Subdirector: Antonio Boneu | Realizadora: Yaiza Arbelo | Guionista: Alberto Blesa | Directora de producción: Paloma Carballo | Editores: Antonio Lava - Irlanda Tambascio | Consultoras de Nutrición: Joy Ngo - Marta Ruiz Pascua | Cámaras: Eduardo Souto - Javier Quiles - Caterina Tallón - Edgar Izquierdo | Producción: Macarena Fernández - Laia Lluch | Postproducción: Sergio Lozano | Cabecera y grafismos: José Racero | Sintonía cabecera: Joan Valent

## Audiencias
| Temporada | Temporada | Episodios | Estreno                  | Final                   | Audiencia media | Audiencia media | Audiencia media |
| Temporada | Temporada | Episodios | Estreno                  | Final                   | Espectadores    | Cuota           |                 |
| --------- | --------- | --------- | ------------------------ | ----------------------- | --------------- | --------------- | --------------- |
|           | 1         | 10        | 27 de septiembre de 2014 | 30 de noviembre de 2014 | 468 000         | 6,1%            |                 |

## Temporada 1: 2014
| N.º (serie) | N.º (temp.) | Título del programa                                                            | Fecha de emisión         | Espectadores | Share |
| ----------- | ----------- | ------------------------------------------------------------------------------ | ------------------------ | ------------ | ----- |
| 1           | 1           | Globalización (Taipéi, Roma, Los Ángeles y Madrid)                             | 27 de septiembre de 2014 | 466 000      | 5,1%  |
| 2           | 2           | Alimentación y Economía (México, Brasil, París e Ibiza)                        | 4 de octubre de 2014     | 480 000      | 4,7%  |
| 3           | 3           | Culto al cuerpo (California, Brasil, Japón y Barcelona)                        | 11 de octubre de 2014    | 486 000      | 4,8%  |
| 4           | 4           | Nueva Alimentación (Ámsterdam, Nueva York, Tokio y Asturias)                   | 18 de octubre de 2014    | 559 000      | 5,3%  |
| 5           | 5           | La religión (Nueva York, El Cairo, Japón y Ávila)                              | 25 de octubre de 2014    | 644 000      | 5,7%  |
| 6           | 6           | Somos Mediterráneos (Provenza, Estambul, Atenas y Castellón)                   | 2 de noviembre de 2014   | 543 000      | 9,8%  |
| 7           | 7           | Influencia del Clima (Copenhague, Isla Mujeres, El Cairo y Costa de la Muerte) | 9 de noviembre de 2014   | 392 000      | 6,0%  |
| 8           | 8           | Comida en familia (New Jersey, La Toscana, Londres y Guipúzcoa)                | 16 de noviembre de 2014  | 401 000      | 7,8%  |
| 9           | 9           | Influencia Países colonizadores (Miami, Túnez, Buenos Aires y Málaga)          | 23 de noviembre de 2014  | 340 000      | 5,6%  |
| 10          | 10          | Cultura y riqueza gastronómica (Provenza, Estambul, Atenas y Barcelona)        | 23 de noviembre de 2014  | 375 000      | 5,9%  |